# Bisztynek-Kolonia
Bisztynek-Kolonia – kolonia w Polsce położona w województwie warmińsko-mazurskim, w powiecie bartoszyckim, w gminie Bisztynek.
Do końca 1971 roku w granicach miasta Bisztynka.
W latach 1975–1998 miejscowość administracyjnie należała do województwa olsztyńskiego.